# Ral·li do Cocido

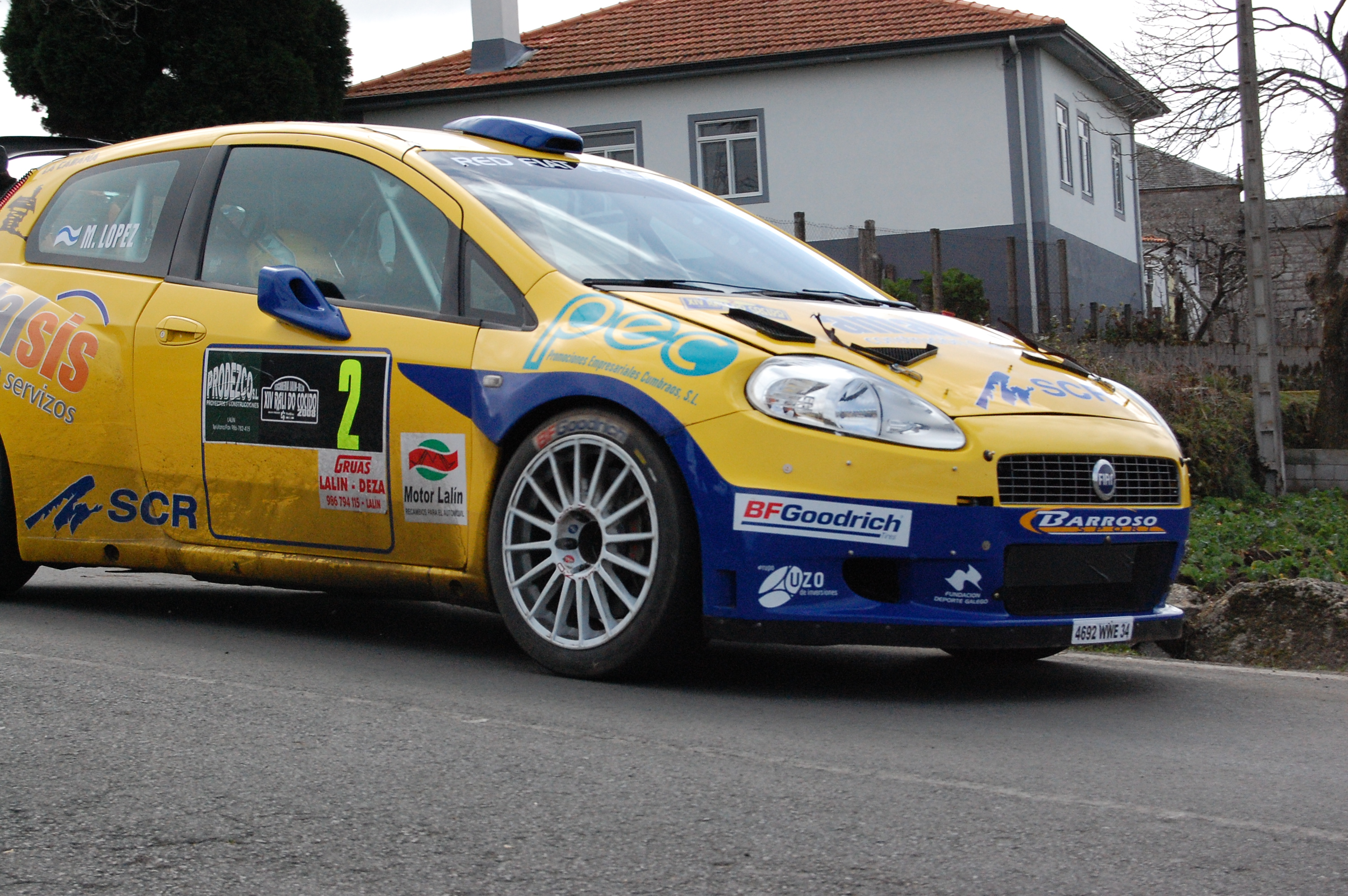
Luis Vilariño en el 14è Rally do Cocido. 2008.

El Ral·li do Cocido és una prova de ral·li que es disputa anualment des de 1996 a la localitat gallega de Lalín, a la Província de Pontevedra. És puntuable pel Campionat de Galícia de Ral·lis i, des del 2018, també pel Campionat d'Espanya de Ral·lis d'Asfalt.
El nom de la prova prové del popular plat gastronòmic del Cocido gallec, que es celebra de forma anual amb una festa a Lalín.

## Palmarès
| Any  | Pilot                     | Copilot             | Vehicle                    | Ref.  |
| ---- | ------------------------- | ------------------- | -------------------------- | ----- |
| 1996 | Javier Paz                | Moncho Seoane       | Ford Escort RS Cosworth    |       |
| 1997 | Javier Piñeiro            | Manuel Ferreiro     | Renault Clio Maxi          |       |
| 1998 | Javier Paz                | Manuel Ferreiro     | Ford Escort RS Cosworth    |       |
| 1999 | Germán Castrillón         | Estrella Castrillón | Mitsubishi Lancer Evo IV   |       |
| 2000 | Manuel Senra              | Faustino Suárez     | Peugeot 306 Kit Car        |       |
| 2001 | Manuel Senra              | Faustino Suárez     | Peugeot 306 Kit Car        |       |
| 2002 | Manuel Senra              | Faustino Suárez     | Peugeot 306 Kit Car        |       |
| 2003 | Manuel Senra              | Faustino Suárez     | Peugeot 306 Kit Car        |       |
| 2004 | Antonio Villar            | José Ramón Seoane   | Peugeot 306 Kit Car        |       |
| 2005 | Manuel Senra              | Faustino Suárez     | Peugeot 306 Kit Car        |       |
| 2006 | José M. Martínez Barreiro | Manuel Campos       | Peugeot 306 Kit Car        |       |
| 2007 | José M. Martínez Barreiro | Manuel Campos       | Peugeot 306 Kit Car        |       |
| 2008 | Pedro Burgo               | Marcos Burgo        | Mitsubishi Lancer Evo VIII |       |
| 2009 | José M. Martínez Barreiro | Manuel Campos       | Peugeot 306 Kit Car        |       |
| 2010 | Alberto Meira             | Álvaro Bañobre      | Mitsubishi Lancer Evo X    |       |
| 2011 | Iván Ares                 | José Antonio Pintor | Mitsubishi Lancer Evo VIII |       |
| 2012 | Alberto Otero             | Laura San Emeterio  | Mitsubishi Lancer Evo IX   |       |
| 2013 | Luis Vilariño             | Ramón López         | Mitsubishi Lancer Evo X    |       |
| 2014 | Iván Ares                 | Álvaro Bañobre      | Porsche 911 GT3            | [ 1 ] |
| 2015 | Alejandro Pais            | Santiago Pais       | Mitsubishi Lancer Evo X    |       |
| 2016 | Iván Ares                 | Mario González      | Porsche 997 GT3 RS 3.8     |       |
| 2017 | Víctor Senra              | David Vázquez       | Ford Fiesta R5             | [ 2 ] |
| 2018 | Iván Ares                 | José Antonio Pintor | Hyundai i20 R5             | [ 3 ] |
| 2019 | Iván Ares                 | David Vázquez       | Hyundai i20 R5             | [ 4 ] |
| 2021 | Óscar Palacio             | Alberto Iglesias    | Ford Fiesta Rally2         | [ 5 ] |
| 2022 | Víctor Senra              | Alejandro López     | Škoda Fabia R5             | [ 6 ] |